# 궁촌천
궁촌천(弓村川)은 한강수계에 소속되어 있는 경기도 남양주시의 지방 2급 하천이다. 길이는 5.51km이며, 경기도 남양주시 와부읍 도곡리 갑산에서 발원하여 도곡교 아래에서 한강으로 유입된다. 궁촌천이라는 명칭은  발원지인 도곡리 갑산 일대가 왕실을 사냥터로 자주 이용된데서 유래되었다.